# باب گائودیو
باب گائودیو (انگلیسی: Bob Gaudio؛ زادهٔ ۱۷ نوامبر ۱۹۴۲) یک موسیقی‌دان اهل ایالات متحده آمریکا است.